# Ghosted
Ghosted es una sitcom sobrenatural estrenada en Fox. El 30 de agosto de 2016, Fox comisiona la producción de un piloto. La serie se estrenó el 1 de octubre de 2017. El tráiler fue lanzado el 15 de mayo de 2017.

## Sinopsis
La serie seguirá a un escéptico y un genio "verdadero creyente" en lo paranormal que es reclutado por una organización llamada The Bureau Underground para investigar una serie de actividades "inexplicables" que están ocurriendo en el área de Los Ángeles, las cuales están supuestamente ligadas a un misteriosa entidad que podría amenazar la existencia de la raza humana.

## Elenco y personajes
- Craig Robinson como Leroy Wright.
- Adam Scott como Max Allison.
- Amber Stevens como Annie.
- Ally Walker como el Capitán Lafrey.
- Adeel Akhtar como Barry.
- Edi Patterson como Delilah.

## Episodios
| N.º (serie) | Título        | Director        | Guionista(s)                                                   | Emisión original        | Emisión en España | Emisión en Latinoamérica | Código de prod. | Audiencia (en millones) |
| --- | ------------- | --------------- | -------------------------------------------------------------- | ----------------------- | ----------------- | ------------------------ | --------------- | ----------------------- |
| 1 | «Pilot»       | Jonathan Krisel | Historia de: Tom Gormican Guion de: Tom Gormican & Kevin Etten | 1 de octubre de 2017    | -                 | -                        | 1LAL01          | 3.58                    |
| Después de que un agente del Bureau Underground es capturado, el Bureau sigue su consejo de reclutar a Max y Leroy. El improbable dúo va en una misión para salvar al agente y luchar contra su secuestrador, un hombre poseído. Sin embargo, el alienígena se escapa con el agente a un OVNI. Max y Leroy deciden quedarse en la Oficina Subterránea para saber más. Al final, se revela que la esposa de Max está bajo la custodia del FBI después de haber sido poseída por un extraterrestre. |               |                 |                                                                |                         |                   |                          |                 |                         |
| 2 | «Bee-Mo»      | Lynn Shelt      | Blake McCormick                                                | 8 de octubre de 2017    | -                 | -                        | 1LAL04          | 3.58                    |
| Leroy lleva a Jermaine (el hijo de su excompañero de policía) a pedir dulces, y Max lo acompaña. Sin embargo, Jermaine revela que sólo está interesado en ir a una fiesta en contra de los deseos de su madre. Mientras tanto, un gato infecta a Jermaine con un virus, lo que convierte a Jermaine y a los asistentes a la fiesta en zombis. |               |                 |                                                                |                         |                   |                          |                 |                         |
| 3 | «Whispers»    | Dean Holland    | Sally Bradford McKenna                                         | 15 de octubre de 2017   | -                 | -                        | 1LAL03          | 2.41                    |
| Leroy y Max investigan un asesinato en el que se ha encontrado un cuerpo sin corazón. Max insta a Leroy a tener una cita con una agente de policía que resulta ser una súcubo responsable de la reciente muerte. Mientras tanto, el capitán Lafrey sospecha de su hija adolescente. |               |                 |                                                                |                         |                   |                          |                 |                         |
| 4 | «Lockdown»    | Rob Schrab      | Sean Clements                                                  | 22 de octubre de 2017   | -                 | -                        | 1LAL05          | 2.71                    |
| Un monstruo anfibio es devuelto inadvertidamente a la vida en el Bureau y comienza a matar gente, iniciando un encierro. Max, Leroy y los demás deben matar al monstruo en 30 minutos para evitar que el Bureau Underground sea destruido. |               |                 |                                                                |                         |                   |                          |                 |                         |
| 5 | «The Machine» | Kyle Newacheck  | Leila Strachan                                                 | 5 de noviembre de 2017  | -                 | -                        | 1LAL07          | 2.33                    |
| Max y Leroy van encubiertos a un club de campo para investigar la muerte de un carrito de golf que misteriosamente envejeció rápidamente. |               |                 |                                                                |                         |                   |                          |                 |                         |
| 6 | «Sam»         | Jamie Babbit    | Ryan Ridley                                                    | 12 de noviembre de 2017 | -                 | -                        | 1LAL06          | 3.25                    |
| Mientras actúa como Directora de la Oficina, Annie instala un software de inteligencia artificial para administrar la oficina. Max sospecha que el programa puede ser malvado y quiere tener acceso a los archivos personales del FBI. Mientras tanto, Leroy hace un nuevo amigo que hace que Max se ponga celoso. |               |                 |                                                                |                         |                   |                          |                 |                         |

## Producción
Ghosted fue cocreado por Tom Gormican (que ejerce también como el guionista) con Craig Robinson y Adam Scott (que además son los protagonistas), Naomi Scott, Mark Schuman, Oly Obst, Kevin Etten, y el director Jonathan Krisel. El 10 de mayo de 2017, Fox ordenó el piloto.

### Filmación
Ghosted es filmada en una sola cámara y producida por Gettin' Rad Productions, 3 Arts Entertainment, y 20th Century Fox Television.

### Casting
El 30 de agosto de 2016, Fox eligió a Craig Robinson como Leroy Wright y Adam Scott como Max Allison. Edi Patterson fue elegida como Delilah el 14 de febrero de 2017. El 1 de marzo de 2017, Ally Walker fue elegida como la Capitán Lafrey. Adeel Akhtar fue elegido como Barry el 9 de marzo de 2017. El 12 de julio de 2017, Amber Stevens West fue elegida como Annie, que interpretará a Edi Patterson en el piloto.